# Otto Finsch
Friedrich Hermann Otto Finsch (8 de Agosto de 1839 - 31 de Janeiro de 1917) foi etnógrafo, naturalista e explorador alemão.

## Vida
Finsch nasceu em Warmbrunn, na Silésia. Com 19 anos de idade, viajou à Bulgária, onde trabalhou como tutor privado. No seu tempo livre estudou história natural e publicou um artículo no Journal fur Ornithologie, sobre as aves da Bulgária. Chegou a ser conservador do Museu Holandês de História Natural, em Leiden, e em 1864 passou a ser o conservador do museu de Bremen. Enm1876 acompanhou o zoólogo Alfred Brehm numa expedição ao Turquistão e noroeste da China.
Finsch dimitiu-se do seu posto de conservador de museu em 1878 para continuar as suas viagens. Acompanhado pela sua mulher, Josephine, visitou a Polinésia, Nova Zelândia, Austrália e Nova Guiné. Voltou à Alemanha em 1882. Em 1884 regressou à Nova Guiné como Comissionado Imperial de Bismarck e fez parte de negociações com vista a que a parte noroeste da ilha juntamente com a Nova Bretanha e a Nova Irlanda se convertessem num protectorado alemão. Estas terras foram renomeadas como Terra do Kaiser Wilhelm e Arquipélago de Bismarck. A capital da colónia foi chamada de Finschhafen em sua honra.
Depois de regressar a Berlim, Finsch passou dois anos como conselheiro da companhia Neuguinea-Kompagnie. Em 1898 foi nomeado conservador das colecções de aves do Rijksmuseum de Leiden, e em 1904 foi nomeado director do departamento de etnografia do Museu Municipal de Brunswick, localidade onde morreu.
Algumas espécies de Psittaciformes levam o seu nome: Amazona finschi e também Psittacula finschii. A cratera Finsch, da Lua, também levou o seu nome em sua honra.

## Obras
Das obras publicada, cabe citar Die Vogel Ost Afrika, realizada juntamente com Gustav Hartlaub (1814-1900), e também:
- Neu-Guinea und seine Bewohner, etc. (Bremen, 1865).
- Die Papageien, monographisch bearbeitet (dois volumes, Leida, 1867-1868).
- Avec G. Hartlaub, Beitrag zur Fauna Centralpolynesiens. Ornithologie der Viti-, Samoa- und Tonga-Inseln (Halle, 1867).
- Reise nach West-Sibirien im Jahre 1876 (Berlim, 1879).
- Samoafahrten. Reisen in Kaiser Wilhelms-Land und Englisch-Neu-Guinea in den Jahren 1884 u. 1885, etc. (Leipzig, 1888).
- Ethnologische Erfahrungen und Belegstücke aus der Südsee (Viena, 1893).